# Versalles, Buenos Aires

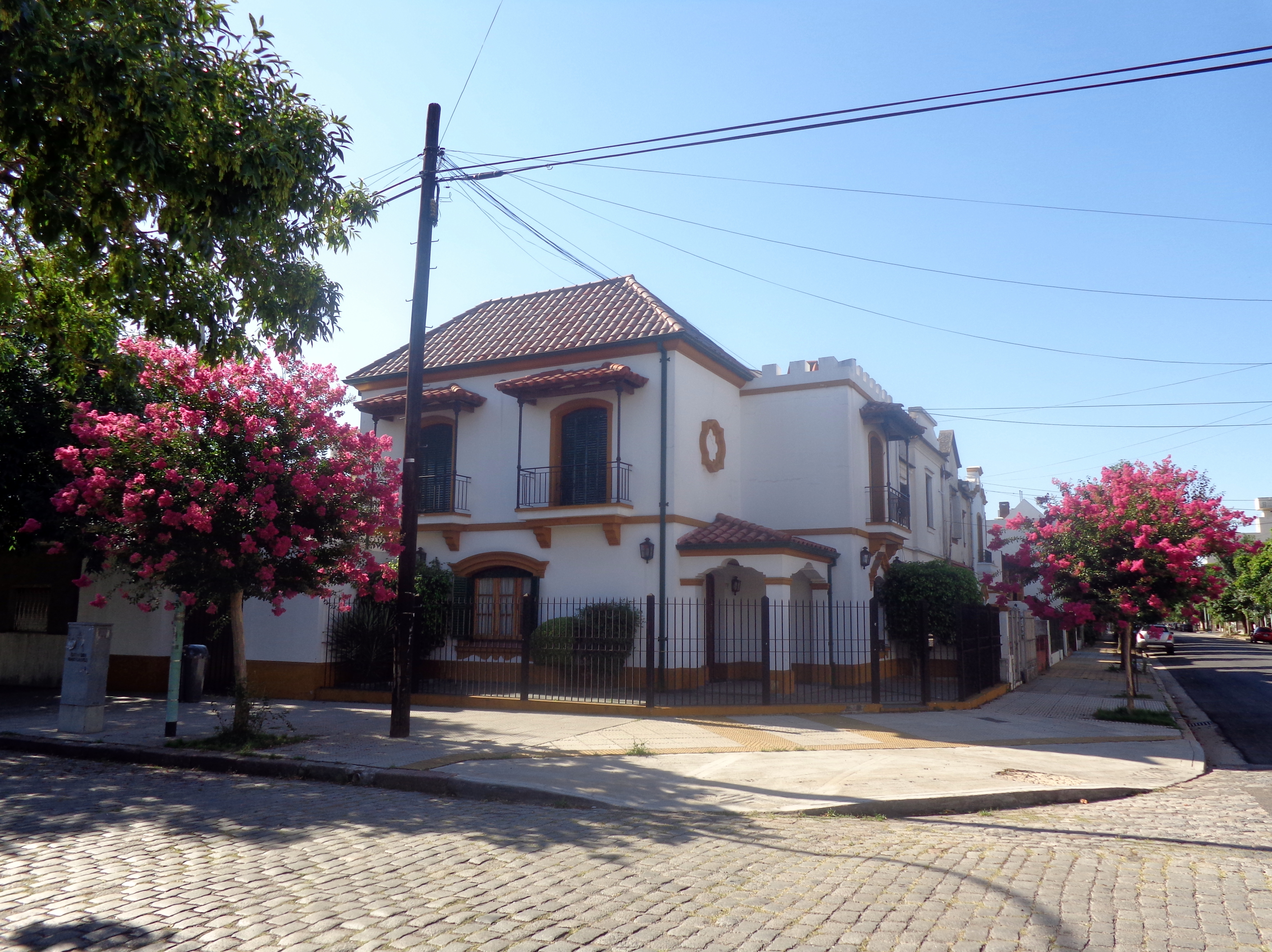
Versalles

Versalles este un cartier în orașul Buenos Aires, Argentina. Are o populație totală de 14.178 locuitori și suprafața totală este de 1,5 km².